# Estat d'emergència

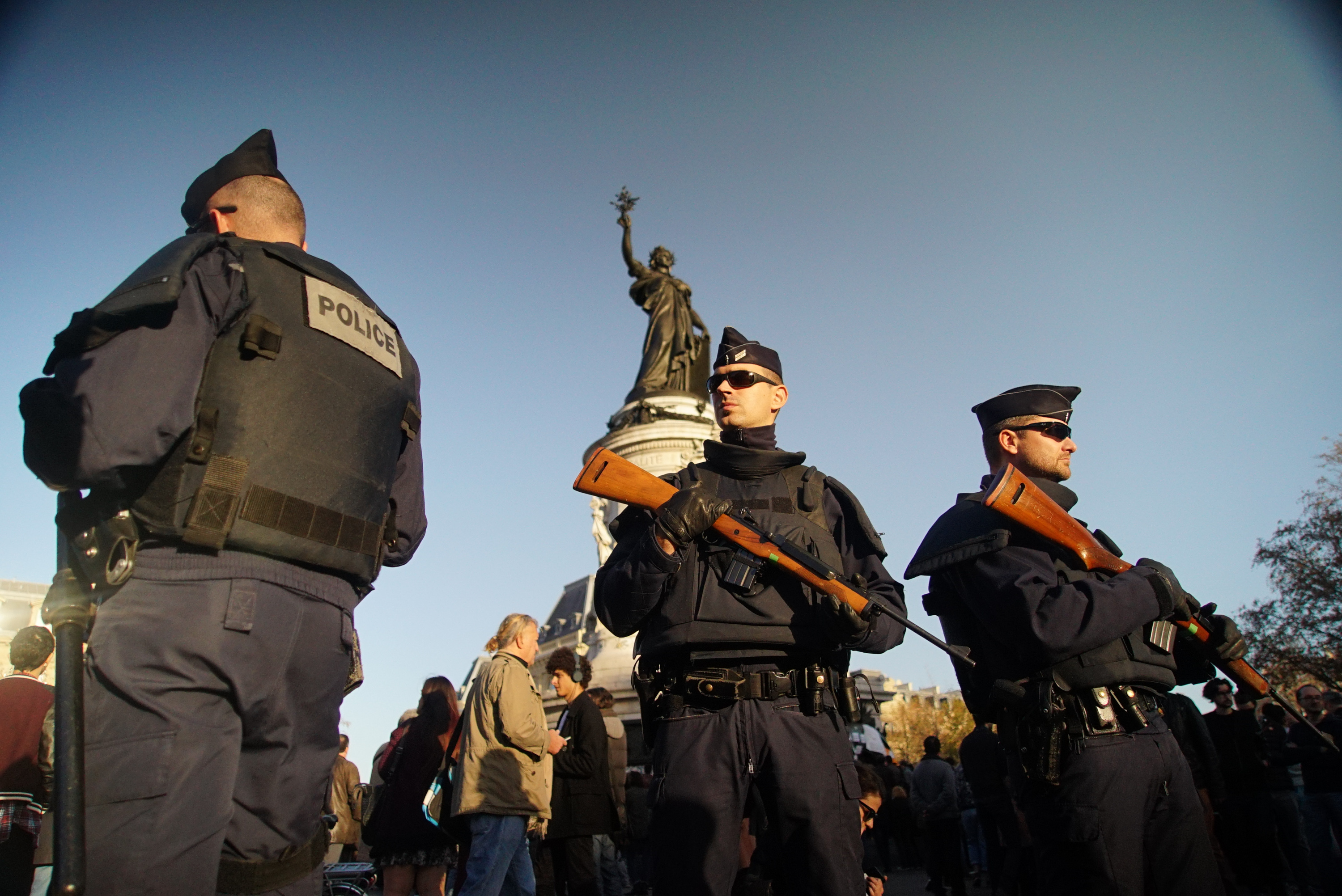
Estat d'emergència a París el novembre de 2015, després dels atemptats de París del 13 i 14 de novembre de 2015.

L'estat d'emergència és un dels règims d'excepció que pot dictar el govern d'un país en situacions excepcionals. Aquest estat d'emergència es dicta, generalment, en cas de pertorbació de la pau o de l'ordre intern d'un estat, ja sigui a conseqüència de catàstrofes, brots epidèmics contagiosos, greus circumstàncies polítiques o civils que afecten i impedeixen la vida normal d'una comunitat, regió o país. Durant aquest, així anomenat règim d'excepció, el govern es reserva el poder de restringir o suspendre l'exercici d'alguns drets ciutadans. Els drets restringits poden ser els relatius a la llibertat i seguretat personals, la inviolabilitat de domicili i la llibertat de reunió i de trànsit. Durant aquest estat les forces armades d'un país poden assumir el control d'ordre intern.

## Visió general

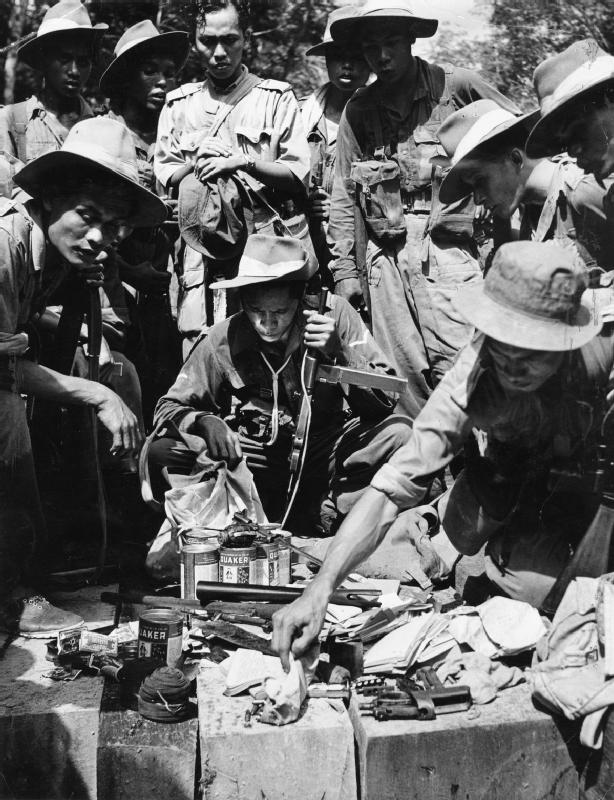
Membres del Royal Malay Regiment durant l'emergència malaia el 1949, inspeccionant l'equip capturat en una incursió

Segons el dret internacional, els drets i les llibertats es poden suspendre durant un estat d'emergència, depenent de la gravetat de l' emergència i de les polítiques del govern.
Menys freqüent en les democràcies, els règims dictatorials sovint declaren un estat d'emergència que es perllonguen indefinidament durant la vida del règim, o durant períodes prolongats de temps perquè les derogacions es puguin utilitzar per anul·lar els drets humans dels seus ciutadans protegits habitualment pel Pacte Internacional sobre Civils i Drets Polítics (ICCPR). En algunes situacions, també es declara la llei marcial, que permet a l'exèrcit actuar amb una autoritat més gran. En altres situacions, no es declara l'emergència i es prenen mesures de facto o s'adopta un decret llei pel govern. Nicole Questiaux (França) i Leandro Despouy (Argentina), dos relators especials consecutius de les Nacions Unides, han recomanat a la comunitat internacional que adopti els següents "principis" que s'han d'observar durant una situació d'emergència d'estat o de facto: Principis de Legalitat, Proclamació, Notificació, Limitació de temps, Amenaça excepcional, proporcionalitat, no discriminació, compatibilitat, concordança i complementarietat de les diverses normes de dret internacional.
L'article 4 del PIDCP, permet als estats derogar determinats drets garantits pel PIDCP en "temps d'emergència pública". Totes les mesures que deroguin les obligacions derivades del Pacte, però, només han de ser en la mesura requerida per les exigències de la situació i han de ser anunciades per l'Estat part al secretari general de les Nacions Unides. La Convenció Europea de Drets Humans i la Convenció Americana de Drets Humans tenen disposicions derogatòries similars. No es permet cap excepció als Convenis Internacionals del Treball.
El teòric polític i membre del partit nazi Carl Schmitt, entre d'altres, han argumentat que el poder de decidir l'inici de l'estat d'excepció defineix la sobirania mateixa. A State of Exception (2005), Giorgio Agamben va criticar aquesta idea, argumentant que el mecanisme de l'estat d'excepció priva a determinades persones dels seus drets civils i polítics, produint la seva interpretació de l'homo sacer.

### Graduació
En molts estats democràtics hi ha una selecció de definicions legals per a estats d'excepció específics, quan la constitució de l'Estat està parcialment en suspens depenent de la naturalesa de l'amenaça percebuda per al públic en general. Per ordre de gravetat poden incloure:
- Llei marcial: quan els drets civils estan severament restringits per la imposició de la força militar dins d'un estat sobirà, per exemple durant un període d'amenaça extrema d'invasió o hostilitats reals per part de forces estrangeres.
- Estat de setge: quan és probable que es restringeixin els drets civils de persones o grups específics, com ara activistes polítics, per exemple per evitar una insurrecció o actes de traïció organitzats per part de presumptes agents provocadors.
- Emergència civil: s'ocupa de zones sinistres i requereix el desplegament de recursos extraordinaris per contenir situacions perilloses, com ara desastres naturals o danys materials maliciosos extensos com es poden produir durant disturbis o incendis provocats. A més dels serveis d'emergència habituals, de vegades es poden assignar forces militars per lliurar ajuda en condicions especialment perilloses o per evitar el saqueig.

### Abús
Es pot abusar de l'estat d'excepció en ser invocat. Un exemple seria permetre que un estat suprimeixi l'oposició interna sense haver de respectar els drets humans. Un exemple va ser l'intent de cop d'estat de l'agost de 1991 a la Unió Soviètica (URSS) on els líders colpistes van invocar l'estat d'emergència; el fracàs del cop d'estat va portar a la dissolució de la Unió Soviètica.
Les derogacions dels estats que han ratificat o s'han adherit a acords internacionals vinculants com el PIDCP, els Convenis nord- americans i europeus de drets humans i els Convenis internacionals del treball són supervisades per comitès d'experts independents, tribunals regionals i altres estats part.

## Estat d'emergència a l'estat espanyol
A Espanya, hi ha tres graus d'estat d'emergència: alarma, excepció i setge. Són denominats per la constitució, regulats per la "Llei Orgànica 4/1981" (Llei Orgànica), i limita quins drets es poden suspendre.
Cap dels tres nivells de l'estat d'emergència permet dissoldre el congrés, interrompre els poders constitucionals ni modificar el principi de responsabilitat del govern.

### Estat d'alarma
El govern pot declarar l'estat d'alarma en cas de catàstrofes o desgràcies públiques com terratrèmols, incendis o inundacions de gran magnitud, crisis sanitàries, epidèmies o contaminacions greus, quan es vegin paralitzats els serveis públics essencials o quan hi hagi una situació de desabastiment de productes de primera necessitat.
La declaració de l'estat d'alarma es durà a terme mitjançant un decret acordat al Consell de Ministres on es determinarà l'àmbit territorial, la durada i els efectes de l'estat d'alarma, que no podrà excedir de quinze dies. Només es podrà prorrogar amb autorització expressa del Congrés dels Diputats, que en aquest cas podrà establir l'abast i les condicions vigents durant la pròrroga.
L'estat d'alarma permet al govern aplicar les següents mesures:
- Limitar la circulació o permanència de persones o vehicles en llocs o hores determinades
- Requisar temporalment tot tipus de bens i imposar prestacions personals obligatòries
- Ocupar indústries, fàbriques, tallers o locals de tot tipus exceptuant domicilis privats
- Limitar o racionar el consum d'articles de primera necessitat

El govern espanyol pot delegar les funcions de l'estat d'alarma al president o govern d'una comunitat autònoma en el cas de que el motiu pel qual es declara només afecta a la comunitat autònoma. El president de la comunitat autònoma podrà requerir la col·laboració de les forces de seguretat de l'estat.

### Estat d'emergència o excepció
La declaració de l'estat d'excepció serà declarat pel Consell de Ministres, on es determinarà l'àmbit territorial, la durada i els efectes. Aquest ha de ser autoritzat pel Congrés dels Diputats. L'estat d'excepció no pot superar els trenta dies de durada però pot prorrogar-se trenta dies més amb els mateixos requisits.
L'estat d'excepció permet al govern suspendre els següents drets:
- Les mesures que es permeten en un estat d'alarma

- El dret a la llibertat (suprimint el termini màxim de 72 hores de detenció)
- El domicili deixa de ser inviolable, permetent fer registres sense el permís del propietari
- Les comunicacions poden deixar de ser secretes sense ordre judicial
- Es pot suspendre la llibertat de circulació i residència
- També es contempla la suspensió de tot tipus de publicacions o emissions de ràdio
- Es suspèn el dret a manifestar-se o reunir-se

### Estat de setge
L'estat de setge es pot declarar quan es produeixi o hi hagi l'amenaça de produir-se una insurrecció o acte de força contra Espanya i no es pugui resoldre per altres mitjans. L'estat de setge comporta la militarització de l'administració pública. La decisió de declarar l'estat de setge recau al Consell de Ministres amb la autorització per majoria absoluta del Congrés dels Diputats. Durant l'estat de setge entra en funcionament la jurisdicció militar i es suspenen temporalment les garanties jurídiques de qualsevol detingut. El govern espanyol ha de designar una autoritat militar que sota la seva direcció ha d'executar les mesures que s'haguin de fer al territori on es declari l'estat de setge. La duració és indefinida.
Les mesures que pot prendre el govern inclou totes les mesures que es contemplen en un estat d'exepció.

### Declaracions d'estat d'emergència a Espanya
El 4 de desembre de 2010 es va declarar el primer estat d'alerta arran de la vaga de controladors aeris. Va ser la primera vegada des de la dictadura franquista que es va declarar l'estat d'excepció. El segon estat d'alerta es va declarar el 14 de març de 2020 a causa de la pandèmia de coronavirus i va ser el que més restriccions va imposar. El tercer estat d'alerta es va declarar abans de finals d'octubre de 2020 davant les dificultats per controlar la propagació d'aquesta pandèmia.

## Estat d'emergència a altres països
La majoria de països tenen mecanismes semblants al que s'utilitza a l'estat espanyol, per exemple la Constitució francesa de 1958 contempla l'Estat de Setge i l'estat d'urgència mentre que a Alemanya hi ha l'estat de "defensa", l'estat de "tensió" i l'estat d'emergència o desastre intern. A Portugal, Itàlia o al Regne Unit s'utilitzen mecanismes semblants. Alguns països tenen mecanismes diferents, per exemple, a Suïssa, on el Consell Federal pot convocar en la seva pròpia competència personal militar d'un màxim de 4000 milícies durant tres setmanes per salvaguardar la seguretat interior o exterior. També hi ha casos com a Islàndia on no es contempla cap tipus estat d'emergència ni llei marcial.

## Altres tipus d'estats d'emergència

Declaració de l'emergència climàtica de 2019

### Pla especial
Tot i que normalment un país declara l'estat d'emergència per causes de gran magnitud, també es pot donar el cas que en altres tipus d'emergències menors el govern del país posi en estat d'alerta o emergència a una regió d'aquest. A Catalunya per exemple hi ha diversos plans especials preparats per a donar resposta a incendis (INFOCAT), vent (VENTCAT), riuades (INUNCAT) o nevades (NEUCAT) importants. Aquests tenen diversos nivells; prealerta, alerta i emergència amb unes pautes d'actuació per a cada fase.

### Emergència climàtica
També està el cas de l'emergència climàtica, aquesta es va declarar en una acció conjunta de múltiples governs, institucions i entitats d'arreu del món juntament amb el govern de Catalunya. Aquest estat d'emergència no suposa cap limitació per als habitants del país, si que es va fer però un Decret Llei de mesures urgents per fer front a l'emergència climàtica i l'impuls a les energies renovables.